# Ferrovia do Sul da Manchúria

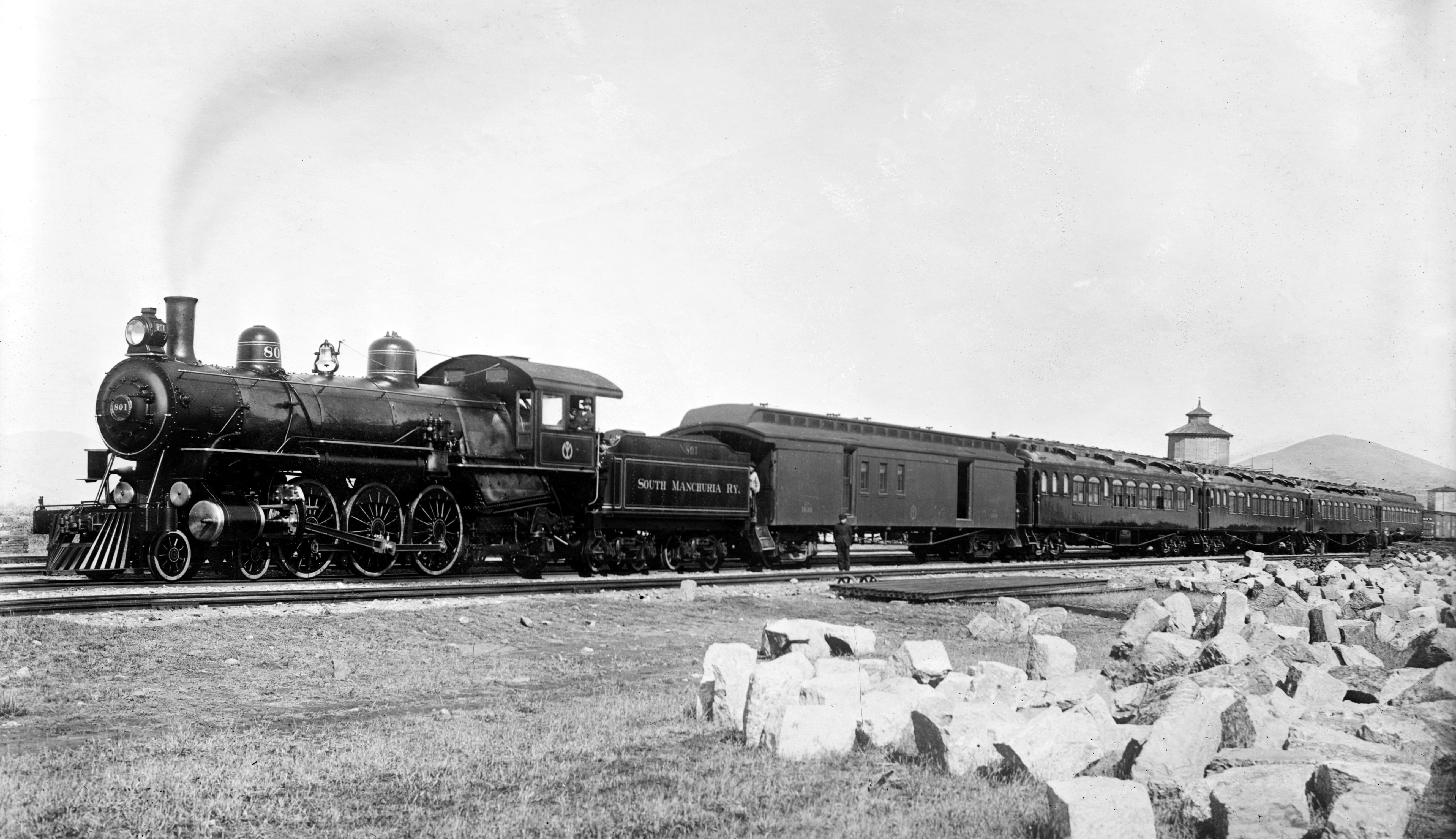
Trem expresso na Ferrovia do Sul da Manchúria

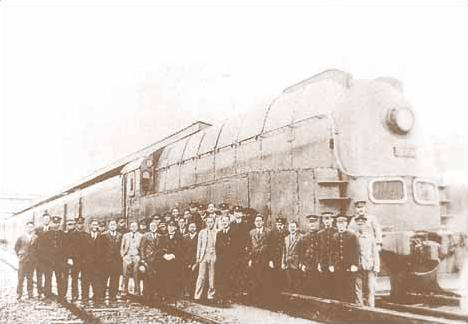
Locomotiva para o Expresso Asia

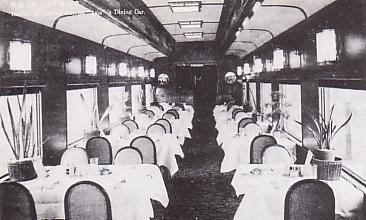
Carro de jantar da Ferrovia

A Companhia da Ferrovia do Sul da Manchúria (ou da Manjúria; 南満州鉄道株式会社/南満洲鉄道株式会社, Minami Manshū Tetsudō Kabushiki-gaisha, ou 満鉄 Mantetsu?) foi uma empresa fundada no Império do Japão em 1906, após a Guerra Russo-Japonesa (1904–1905), e operou dentro da China na região controlada pelos japoneses, a Zona da Ferrovia do Sul da Manchúria. A ferrovia se decorria do Porto de Lüshun, na ponta sul da Península de Liaodong para Harbin, onde é ligada a Ferrovia Transmanchuriana.

## Ver Também
- Kwantung